# Panamerički kup u hokeju na travi 2009.
3. Panamerički kup u hokeju na travi  se održao 2009. godine.
Krovna međunarodna organizacija pod kojom se održalo ovo natjecanje je bila Panamerička hokejska federacija.

## Mjesto i vrijeme održavanja
Održao se u čileanskom gradu Santiagu od 7. do 15. ožujka. Susreti su se igrali na igralištima Prince of Wales Country Cluba. 

## Natjecateljski sustav
Ovaj kup je ujedno bio i izlučnim natjecanjem za SP 2010. Izabrani kanadski sastav je izravno izborio mjesto nakon što je pobijedila SAD u završnici s 2:1. SAD, Argentina i Čile ulaze u daljnja izlučna natjecanja radi izbaranja prava sudjelovanja na SP-u 2010.
Sudjelovalo je osam momčadi koje se bilo podijelilo ždrijebom u dvije skupine po četiri sastava. 
Natjecanje se održalo u dva dijela. U prvom su momčadi igrale u dvjema skupinama po jednokružnom ligaškom sustavu, u kojem su za pobjedu dobivalo 3 boda, za neriješeno 1 bod, a za poraz nijedan bod. 

U drugom se dijelu igralo po kup-sustavu.

Momčadi koje su zauzele 4. mjesto na ljestvici u svojim skupinama, međusobno doigravaju za 7. mjesto. 

Momčadi koje su zauzele 3. mjesto na ljestvici u svojim skupinama, međusobno doigravaju za 5. mjesto. 

Momčadi koje su zauzele prva dva mjesta na ljestvici u svojim skupinama, odlaze u poluzavršnicu u borbu za odličja, u kojoj unakrižno igraju prvi protiv drugih iz druge skupine. 

Poraženi u poluzavršnici igraju susret za broncu, pobjednici igraju za zlatno odličje.

## Rezultati prvog dijela natjecanja
Satnica je po čileanskom vremenu.

### Skupina "A"
| 7. ožujka 2009. 10:00 |        |         |                                            |
| Argentina | 18 : 0 | Urugvaj | Suci: Nathan Stagno Arturo Vasquez Serrano |
| L. Vila 3.' (k.u/k) 12.' (k.u/k) 36.' 45.' 49.' (k.u/k) Lopez 7.' M. Vila 10.' (k.u/k) Callioni 15.' L. Argento 23.' T. Argento 24.' Almada 25.' 35.' 60.' 69.' Cammareri 28.' R. Vila 29.' M. Rey 44.' Barra 66.' |        |         | Suci: Nathan Stagno Arturo Vasquez Serrano |

| 7. ožujka 2009. 12:00                            |       |                                               |                                   |
| Trinidad i Tobago                                | 3 : 4 | SAD                                           | Suci: Eduardo Lizana John Hrytsak |
| Quan Chan 41.' Browne 47.' (k.u/k), 51.' (k.u/k) |       | Ginolfi 45.' 64.' 69.' S. Harris 61.' (k.u/k) | Suci: Eduardo Lizana John Hrytsak |

| 8. ožujka 2009. 12:00 |       | |                                           |
| Urugvaj               | 0 : 9 | SAD | Suci: Diego Barbas Arturo Vasquez Serrano |
|                       |       | P. Harris 4.' (k.u/k) 18.' 38.' (k.u/k) 47.' (k.u/k) Martin 22.' Coolidge 58.' Holt 64.' (k.u/k) 66.' (k.u/k) Cunningham 67.' | Suci: Diego Barbas Arturo Vasquez Serrano |

| 8. ožujka 2009. 14:00 |       |                                                                                             |                                   |
| Trinidad i Tobago     | 0 : 7 | Argentina                                                                                   | Suci: Eduardo Lizana John Hrytsak |
|                       |       | L. Vila 20.' (k.u/k) 25.' (k.u/k) 48.' (k.u/k) R. Vila 37.' Almada 43.' 44.' Cammareri 68.' | Suci: Eduardo Lizana John Hrytsak |

| 10. ožujka 2009. 12:00                                                                               |       |     |                                         |
| Argentina                                                                                            | 8 : 0 | SAD | Suci: Daniel Lopez Ramos Albert Marcano |
| Barra 9.' 29.' 66.' (k.u.) Gilardi 16.' (k.u/k) 32.' (k.u/k) M. Vila 40.' 59.' (k.u/k) Callioni 52.' |       |     | Suci: Daniel Lopez Ramos Albert Marcano |

| 10. ožujka 2009. 14:00 |        | |                                     |
| Urugvaj                | 0 : 10 | Trinidad i Tobago                                                                                           | Suci: Fernando Gomez Gus Soteriades |
|                        |        | Farrell 11.' 65.' Whittington 33.' Pierre 34.' 39.' 50.' Browne 42.' 66.' Legerton 49.' (k.u/k) 50.' (k.u.) | Suci: Fernando Gomez Gus Soteriades |

Završna ljestvica skupine "A":
| Momčad            | Ut | Pb | N | Pz | Pr | Ps | RP  | Bod |
| ----------------- | -- | -- | - | -- | -- | -- | --- | --- |
| Argentina         | 3  | 3  | 0 | 0  | 33 | 0  | +33 | 9   |
| SAD               | 3  | 2  | 0 | 1  | 13 | 11 | +2  | 6   |
| Trinidad i Tobago | 3  | 1  | 0 | 2  | 13 | 11 | +2  | 3   |
| Urugvaj           | 3  | 0  | 0 | 3  | 0  | 37 | −37 | 0   |

### Skupina "B"
| 7. ožujka 2009. 14:00 |        |             |                                       |
| Kanada | 10 : 1 | Brazil      | Suci: Gus Soteriades Donny Gobinsingh |
| Singh 9.' 15.' 22.' Tupper 19.' (k.u/k), 29.' (k.u/k) 53.' (k.u/k) Fernandes 31.' 54.' (k.u/k) Hildreth 46.' Pearson 48.' |        | Figuti 34.' | Suci: Gus Soteriades Donny Gobinsingh |

| 7. ožujka 2009. 17:00                                                                                       |       |                            |                                   |
| Čile | 7 : 2 | Meksiko                    | Suci: Salemm Aaron Fernando Gomez |
| C. Rodriguez 10.' Krainz 12.' (k.u.) Kannegiesser 13.' Eggers 15.' M. Rodriguez 20.' 53.' A. Thiermann 53.' |       | C. Garcia 33.' Peraza 62.' | Suci: Salemm Aaron Fernando Gomez |

| 8. ožujka 2009. 16:00 |       | |                                    |
| Brazil                | 1 : 9 | Meksiko | Suci: Brian Burrows Albert Marcano |
| Felipe 39.'           |       | F. Aguilar 16.' 21.' 38.' (k.u/k) 54.' (k.u/k) Borquez 47.' 61.' (k.u.) Peraza 53.' Estrada 61.' Moreno 62.' | Suci: Brian Burrows Albert Marcano |

| 8. ožujka 2009. 18:00                                    |       |                                                         |                                        |
| Čile                                                     | 3 : 3 | Kanada                                                  | Suci: Nathan Stagno Daniel Lopez Ramos |
| Krainz 2.' (k.u/k) Kannegiesser 4.' Richter 35.' (k.u/k) |       | Grimes 9.' Fernandes 16.' (k.u/k) R. Short 70.' (k.u/k) | Suci: Nathan Stagno Daniel Lopez Ramos |

| 11. ožujka 2009. 14:00                                                                              |       |                                                   |                                  |
| Kanada                                                                                              | 7 : 3 | Meksiko                                           | Suci: Saleem Aaron Brian Burrows |
| Tupper 14.' (k.u/k) 54.' (k.u/k) 67.' R. Short 19.' (k.u.) 53.' Fernandes 24.' (k.u/k) 61.' (k.u/k) |       | F. Aguilar 11.' (k.u/k) Martinez 36.' Moreno 67.' | Suci: Saleem Aaron Brian Burrows |

| 11. ožujka 2009. 18:00 |       | |                                     |
| Brazil                 | 0 : 9 | Čile | Suci: Donny Gobinsingh Diego Barbas |
|                        |       | Rodriguez 5.' Kapsch 10.' (k.u/k) Eggers 12.' Richter 21.' (k.u/k) 35.' (k.u/k) 50.' (k.u/k) Berzcelly 30.' Krussig 55.' A. Thiermann 65.' | Suci: Donny Gobinsingh Diego Barbas |

Završna ljestvica skupine "B":
| Momčad  | Ut | Pb | N | Pz | Pr | Ps | RP  | Bod |
| ------- | -- | -- | - | -- | -- | -- | --- | --- |
| Čile    | 3  | 2  | 1 | 0  | 19 | 5  | +14 | 7   |
| Kanada  | 3  | 2  | 1 | 0  | 20 | 7  | +13 | 7   |
| Meksiko | 3  | 1  | 0 | 2  | 14 | 15 | −1  | 3   |
| Brazil  | 3  | 0  | 0 | 3  | 2  | 28 | −26 | 0   |

## Natjecanje za poredak

### Za poredak od 5. do 8. mjesta
| 12. ožujka 2009. 15:00                                                                                                 |       |        |                                 |
| Trinidad i Tobago | 9 : 0 | Brazil | Suci: Diego Barbas Saleem Aaron |
| Legerton 6.' Whittington 14.' 62.' Browne 22.' (k.u/k) 30.' (k.u/k) 66.' (k.u/k) 70.' (k.u/k) Pierre 55.' Newalld 61.' |       |        | Suci: Diego Barbas Saleem Aaron |

| 12. ožujka 2009. 17:30                                                                              |       |         |                                   |
| Meksiko                                                                                             | 9 : 0 | Urugvaj | Suci: Albert Marcano John Hrytsak |
| Rios 4.' 14.' 55.' Martinez 14.' 59.' F. Aguilar 45.' (k.u/k) 67.' (k.u/k) Peraza 47.' Estrada 49.' |       |         | Suci: Albert Marcano John Hrytsak |

- za 7. mjesto

| 15. ožujka 2009. 09:30                      |       |                       |                                       |
| Brazil                                      | 3 : 1 | Urugvaj               | Suci: Gus Soteriades Donny Gobinsingh |
| Francisco 21.' (k.u.) Figuti 24.' Reus 59.' |       | M. Tixie 30.' (k.u/k) | Suci: Gus Soteriades Donny Gobinsingh |

- za 5. mjesto

| 15. ožujka 2009. 12:00                                                               |       |                                          |                                   |
| Trinidad i Tobago                                                                    | 5 : 3 | Meksiko                                  | Suci: Diego Barbas Fernando Gomez |
| Browne 37.' (k.u/k) 40.' (k.u/k) 43.' (k.u/k) Peraza 51.' (k.u/k) Moreno 64.' (k.u.) |       | Roberto García 19.' F. Aguilar 22.' 33.' | Suci: Diego Barbas Fernando Gomez |

### Za odličja

#### Poluzavršnica
| 14. ožujka 2009. 14:00                               |               |                                                       |                                         |
| Argentina                                            | 3 : 4 (prod.) | Kanada                                                | Suci: Gus Soteriades Daniel Lopez Ramos |
| L. Vila 34.' (k.u/k) Gilardi 39.' (k.u/k) Barra 64.' |               | Pearson 20.' Deol 61.' Singh 67.' (k.u/k) Grimes 80.' | Suci: Gus Soteriades Daniel Lopez Ramos |

| 14. ožujka 2009. 16:30                 |       |                           |                                    |
| SAD                                    | 2 : 1 | Čile                      | Suci: Nathan Stagno Eduardo Lizana |
| P. Harris 30.' (k.u/k) Cunningham 64.' |       | Kannegiesser 68.' (k.u/k) | Suci: Nathan Stagno Eduardo Lizana |

- za brončano odličje

| 15. ožujka 2009. 14:30                             |       |      |                                 |
| Argentina                                          | 4 : 0 | Čile | Suci: John Hrytsak Saleem Aaron |
| L. Vila 20.' (k.u/k) R. Vila 45.' 67.' Almada 64.' |       |      | Suci: John Hrytsak Saleem Aaron |

- za zlatno odličje

| 15. ožujka 2009. 17:00                     |               |               |                                    |
| Kanada                                     | 2 : 1 (prod.) | SAD           | Suci: Nathan Stagno Eduardo Lizana |
| Tupper 61.' (k.u/k) Wetlaufer 74.' (k.u/k) |               | P. Harris 2.' | Suci: Nathan Stagno Eduardo Lizana |

## Završni poredak
| Mj. | Momčad            |
| --- | ----------------- |
| 1.  | Kanada            |
| 2.  | SAD               |
| 3.  | Argentina         |
| 4.  | Čile              |
| 5.  | Trinidad i Tobago |
| 6.  | Meksiko           |
| 7.  | Brazil            |
| 8.  | Urugvaj           |

| Osvajači Panameričkog kupa 2009. |
| -------------------------------- |
| Kanada Prvi naslov               |

## Nagrade i priznanja
| najbolji strijelac | najbolji igrač | najbolji vratar | fair-play |
| ------------------ | -------------- | --------------- | --------- |
| Kwandwane Browne   | Rob Short      | David Carter    | Meksiko   |

## Vanjske poveznice
- (engl.) Službene stranice  Arhivirana inačica izvorne stranice od 4. svibnja 2009. (Wayback Machine)